# Zopfiofoveola
Zopfiofoveola is een monotypisch geslacht van schimmels uit de familie Zopfiaceae. Het bevat alleen Zopfiofoveola punctata.